# Eiv Eloon
Eiv Eloon (nacida como Lea Soo, Tartu, 27 de noviembre de 1945) es una escritora estonia adscrita al género de la ciencia ficción. Con su novela Kaksikliik que se publicó en 1981, se comienzan a apreciar los primeros signos de una ciencia ficción de origen estonio propiamente tal, mientras que se la refiere como la primera escritora en abordar la temática de identidad de género dentro del contexto de la ciencia ficción.

## Obras
- Kaksikliik (1981).
- Kaksikliik 2 (1988).